# ひろせまい
ひろせ まい（1978年7月16日 - ）は、東京都出身の元女優、元タレント。本名：鈴木 麻衣（すずき まい、旧姓：廣瀬）。夫は俳優の鈴木省吾。現在は引退している。

## 改名歴
菊池 万理江 → 菊池 万里江 → ひろせ まい

## 来歴
1996年、菊池 万理江（きくち まりえ）の芸名でデビュー。学園祭プリンセスとして全国30箇所以上の学園祭を周った他、雑誌グラビア、バラエティ番組、テレビCMなどで活動。
その後、約4年間の休業を経て、2002年12月に芸名を「菊池 万里江」に改名し、芸能活動を再開。もっとも僅かな改名であるため、それ以降の出演作品でも改名前の「菊池万理江」でクレジットされているケースも多い。
さらに2004年9月、所属事務所の移籍に伴い、芸名を本名名義ひらがなの「ひろせ まい」に改名（本籍は旧漢字の「廣瀬」姓）。
2009年1月1日、俳優の鈴木省吾と結婚。

## 出演

### テレビドラマ
菊池万理江 名義
- ひと夏のプロポーズ（1996年、TBS）
- 聖龍伝説（1996年、日本テレビ）
- ギフト 第1話（1997年、フジテレビ） - 美里 役
- きらきらひかる（1998年、フジテレビ）
- アフリカの夜（1999年、フジテレビ） - ミキ 役
- 土曜ワイド劇場 京都殺人案内 根室・納沙布 慟哭の海!（2002年、テレビ朝日）

廣瀬麻衣 名義
- 土曜ワイド劇場 救急救命士・牧田さおり3 空中美女殺人・女美容外科医の秘密!（2004年、テレビ朝日）
- 水曜プレミア 夜王（2005年、TBS）
- 水曜ミステリー9 ドクター・ヨシカの犯罪カルテ 診察室に犯人が来た（2006年、テレビ東京）
- 特命係長 只野仁（3rdシーズン） 第27話ゲスト（2007年、テレビ朝日）
- ケータイ刑事 銭形海サードシリーズ 第2話ゲスト（2008年1月12日、BS-i） - キンメダイ・オブ・ジョイトイ 役

### 映画
菊池万理江 名義
- 岸和田少年愚連隊 血煙り純情篇（1997年、シネマ・ドゥ・シネマ）

廣瀬麻衣 名義
- 怪談新耳袋劇場版 幽霊マンション（2005年、スローラーナー）

### 舞台
菊池万里江 名義
- ORB（2003年）

廣瀬麻衣 名義
- リボンの岸（2004年）
- さらば、スターマイン（2005年）
- エンディングノート〜ゆるやかな絶望（2006年）
- パイロットフィッシュ（2007年）

### CM
菊池万理江 名義
- カルビー 堅あげポテト（1996年）

廣瀬麻衣 名義
- コカ・コーラ 爽健美茶（2005年）

### Vシネマ
菊池万理江 名義
- PREMIUM Vol.1（1997年、原作：遊人、日本コロムビア）「ねおぷり」に出演
- ORDER 2 内閣特務捜査官（1998年、ミュージアム） - 今日子
- 女彫師アザミ（1998年、パイオニアLDC） - 指庭涼子
- PREMIUM〜シャッフル〜Vol.1（1998年、日本コロムビア）
- 稲川淳二の恐怖物語4（1999年、バンダイビジュアル）
- 攻略王3 史上最強! 永久連チャンタイムセット打法（1999年、徳間ジャパンコミュニケーションズ）

廣瀬麻衣 名義
- 恐喝こそ、我が人生（2006年、GPミュージアムソフト）
- 筋モンリーグ 野球編（2006年、GPミュージアムソフト）
- ミナミの帝王〜ヤング編（2006年、エクセレントフィルム）

ひろせまい 名義
- 死神の刃（2010年） - 神原次郎の女

### ビデオ
菊池万理江 名義
- Be Happy（1996年、芳友舎）
- Margarita〜パンドラのため息（1998年、バンダイ・ミュージックエンタテインメント）

### ゲーム
菊池万理江 名義
- アナザー・マインド（1998年、スクウェア）渡瀬鈴・渡瀬玲の二役

## 書籍

### 写真集
菊池万理江 名義
- un dine（1997年、ぶんか社）
- Bella donna（1998年、TIS）
- Booty Call（1999年、ワニブックス）